# 君さえいれば (DEENの曲)
『君さえいれば』は、DEENの15thシングル。

## 解説
- 1993年のデビューから在籍していたB-Gram RECORDS移籍前最後のシングル。
- 作詞･作曲を担当した小松未歩が自身のアルバム『小松未歩 6th 〜花野〜』でセルフカバーしている。
  - 小松未歩によるセルフカバーは『DEEN The Best キセキ』の初回限定盤、『DEEN The Best FOREVER 〜Complete Singles +〜』の初回限定盤にも収録されている。
- 中日ドラゴンズの外野手平田良介の登場曲として使用された。(2015年)
- 長めのギター・ソロがあったのだが、「ハードすぎる」という判断を下してカットした。そのバージョンはライブで披露したことがある。

## 収録曲
1. 君さえいれば
作詞・作曲:小松未歩　編曲:池田大介
フジテレビ系列テレビアニメ『中華一番!』後期オープニングテーマ[1]
2. TAKE OFF ～まだ 始まったばかり～
作詞:池森秀一　作曲:田川伸治　編曲:DEEN
3. 君さえいれば　（ORIGINAL KARAOKE）
4. TAKE OFF ～まだ 始まったばかり～　（ORIGINAL KARAOKE）

## 収録アルバム
君さえいれば
- 『The DAY』
- 『DEEN PERFECT SINGLES +』
- 『DEEN The Best キセキ』※アレンジ、新録音して収録
- 『マリアージュ』※アレンジ、新録音して収録
- 『DEENAGE MEMORY -20周年記念ベストアルバム-』
- 『DEEN The Best FOREVER 〜Complete Singles +〜』
- 『DEEN The Best DX ～Basic to Respect～』※新録音して収録

TAKE OFF 〜まだ 始まったばかり〜
- 『Another Side Memories〜Precious Best〜』

## 参加ミュージシャン
- 池森秀一：ヴォーカル
- 山根公路：キーボード
- 宇津本直紀：ドラム
- 田川伸治：ギター

## 関連事項
- ビーイング